# Clésio Andrade
Clésio Soares de Andrade (Juatuba, 12 de outubro de 1952) é um empresário e líder classista do setor transportador brasileiro filiado ao Movimento Democrático Brasileiro (MDB).

## Biografia
Economista, administrador de empresas e contador, formado pela Faculdade de Ciências Econômicas da Pontifícia Universidade Católica de Minas Gerais (PUC-MG), em 1979. 
Como empresário, se destacou no transporte público urbano em Minas Gerais. Foi presidente da CNT - Confederação Nacional do Transporte por 26 anos (1993-2019) e presidente dos Conselhos Nacionais do SEST SENAT (1993-2019), entre outros cargos de liderança no setor transportador brasileiro. 
Foi Senador da República pelo estado de Minas Gerais, vice-governador de Minas Gerais (2003-2006). Renunciou ao mandato de Senador, em 15 de julho de 2014, para tratar exclusivamente da saúde. É o irmão mais velho do também empresário e ex-deputado federal Oscar Andrade (radicado em Rondônia).
Clésio Andrade foi casado com a conselheira Adriene Barbosa de Faria Andrade,  primeira mulher a ocupar a presidência do Tribunal de Contas do Estado de Minas Gerais e ex-prefeita de Três Pontas (MG). Reunindo a prole do primeiro casamento de ambos, formaram uma família composta de seis filhos e cinco netos. Adriene Andrade faleceu em 16 de abril de 2018.
Em 2019, Clésio Andrade casou-se com a advogada Gisa Barbosa Gambogi, mineira de Boa Esperança.

### Política
Foi vice-governador de Minas Gerais, entre 2003 e 2006, eleito pelo Partido da Frente Liberal (PFL).
Eleito pelo Partido da República (PR), em janeiro de 2011, tomou posse como senador da República ao assumir a cadeira de Eliseu Resende. No mesmo ano deixou o PR para filiar-se ao PMDB, sem perder o mandato.

### Confederação Nacional do Transporte
Clésio Andrade foi presidente do Sindicato das Empresas de Transporte de Passageiros de Belo Horizonte e da Federação das Empresas de Transporte Rodoviário de Minas Gerais. Em 1993,  foi eleito presidente da Confederação Nacional do Transporte, entidade sindical de grau superior que reúne 26 federações e quatro sindicatos nacionais. São 155 mil empresas e 2,2 milhões de empregos.